# Manna Glacier
Manna Glacier är en glaciär i Antarktis. Den ligger i Östantarktis. Australien gör anspråk på området. Manna Glacier ligger 572 meter över havet.
Terrängen runt Manna Glacier är platt åt nordost, men åt sydväst är den kuperad. Trakten är obefolkad. Det finns inga samhällen i närheten.